# Diadegma callisto
Diadegma callisto là một loài tò vò trong họ Ichneumonidae.